# Giorgio Borsarelli
Giorgio Borsarelli (Briaglia, 1817 – ...) è stato un politico italiano.

## Biografia
Nato a Briaglia nel 1817, è stato sindaco di Mondovì, in provincia di Cuneo, e deputato in tre diverse legislature: la VII del Regno di Sardegna, e la VIII e la IX del Regno d'Italia.